# 馮俠魂
馮俠魂（？—？），1930年代成名，三四五十年代粵劇正印小武文武生，扮相俊朗倜儻，精通南北派武打，唱做精湛出色。1930年代初任孔雀屏班文武生拍男花旦陳非儂，1930年代末至1940年代初先後在太平劇團和白玉堂的興中華劇團任正印小武文武小生，後在勝利年任文武生拍唐雪卿。1942年至1945年抗戰時期受聘夥拍著名花旦楚岫雲在越南西貢登台，極受好評，深受歡迎，非常賣座，因此兩位1945年9月至1947年6月續受聘赴泰國曼谷演出，哄動異城，上演《劉金定斬四門》、《女兒香》、《暴雨殘梅》、《梁山伯祝英台》、《胡不歸》、《嫦娥奔月》、《梁紅玉》、《蘇三》、《王寶釧》、《紅娘》、《王昭君》、《木蘭從軍》等多齣大型文場戲和武打劇。馮俠魂1947年中回港後即復在各班演出。1952年入大型班霸永光明粵劇團，1955年9月至1956年7月任永光明文武生，夜戲拍花旦之王楚岫雲單演《牛郎織女》一劇，爆滿了近三百場佳績，連滿十個月，晚晚持續上演滿座。永光明每星期兩場日戲則多日日轉換新劇目，同樣叫好叫座。

## 唱片
- 銀河會
- 雨打幽蘭

## 電影作品
- 黑衣怪人（1942年）
- 十二寡婦（1939年）
- 黛玉葬花（1936年）

## 參照
- 粵劇演員列表
- 粵劇